# Macroprotus
Macroprotus es un  género de coleópteros adéfagos de la familia Carabidae.

## Especies
Comprende las siguientes especies:
- Macroprotus forticornis Chaudoir in Oberthur, 1883
- Macroprotus tenuicornis Chaudoir , 1878